# Josh Wells
Joshua Ryan Wells (Mechanicsville, 14 febbraio 1991) è un giocatore di football americano statunitense che milita nel ruolo di offensive tackle per i Jacksonville Jaguars della National Football League (NFL).

## Carriera
Dopo non essere stato scelto nel Draft NFL 2014, Wells firmò con i Jacksonville Jaguars, riuscendo ad entrare nei 53 uomini del roster per l'inizio della stagione regolare.
Il 4 settembre 2016, Wells fu inserito in lista infortunati per un problema a un pollice. Tornò nel roster attivo il 21 novembre 2016.
Il 17 febbraio 2017, Wells rifirmò con i Jaguars. Disputò 15 partite in quella stagione, partendo quattro volte come titolare a causa degli infortuni dei compagni.
Nel 2018, Wells, dopo l'infortunio di Cam Robinson, fu nominato tackle sinistro titolare. Partì come titolare in tre partite prima di infortunarsi all'inguine ed essere inserito in lista infortunati il 12 ottobre. Tornò nel roster attivo il 14 dicembre 2018. Tornò in lista infortunati due settimane dopo per una commozione cerebrale.
Il 2 aprile 2019, Wells rifirmò con i Jaguars. Fu svincolato il 30 agosto 2019.

### Tampa Bay Buccaneers
Il 10 settembre 2019, Wells firmò con i Tampa Bay Buccaneers. Il 5 maggio 2020 rinnovò con la squadra. Il 7 febbraio 2021 scese in campo nel Super Bowl LV contro i Kansas City Chiefs campioni in carica nella vittoria per 31-9, conquistando il suo primo titolo.

### Ritorno ai Jaguars
Il 4 aprile 2023 Wells firmò per fare ritorno ai Jaguars.

## Palmarès
- Super Bowl : 1

Tampa Bay Buccaneers: LV
- National Football Conference Championship: 1

Tampa Bay Buccaneers: 2020